# Романенко, Андрей Николаевич
Андре́й Никола́евич Романе́нко (род. 26 августа 1979, Будапешт) — российский предприниматель и инвестор, основатель и совладелец компании «Эвотор», сооснователь и экс-совладелец группы QIWI.

## Биография
Родился 26 августа 1979 года в Будапеште, первые несколько лет жизни прожил в Венгрии. Окончил школу в Москве.

### ОСМП и Qiwi
В семнадцать лет продавал записанные на дискеты компьютерные игры. На третьем курсе Международного независимого эколого-политологического университета стал продавать карты оплаты связи. В 2000 году окончил вуз по специализации «менеджмент» и тогда же организовал свою первую фирму «Магазин пластиковых карт», которая занималась распространением скретч-карт. Акционером МПК стал отец Андрея Николай Романенко. В годы СССР Романенко-старший руководил Внешторгиздатом, а в 1989 году стал основателем советского филиала американского рекламного агентства BBDO. «Магазин пластиковых карт» быстро занял 70 % московского рынка, что позволило Андрею Романенко за три года заработать несколько миллионов долларов.
В дальнейшем скретч-карты стали уступать рынок POS-терминалам на кассах в магазинах и супермаркетах. Чтобы противостоять конкуренции Романенко объединился с другими продавцами пластиковых карт и создал «Объединённую систему моментальных платежей» (ОСМП), которая к 2004 году заняла значительную долю рынка. Вскоре компания заметила антивандальные платёжные терминалы «Элекснет» и разработала свои аппараты с сенсорным экраном. Ставка на расширение сети терминалов по агентской модели позволила компании в 2007 году довести число терминалов до 26 тысяч и выйти на первое место по числу платежей.
В том же 2007 году «ОСМП» слилась с главным конкурентом компанией e-port Бориса Кима, в которую инвестировал миллиардер Юрий Мильнер, образовав компанию Qiwi. В 2008 году Андрей Романенко занял пост президента группы Qiwi, а в 2012 году стал председателем совета директоров. К 2013 сеть Qiwi выросла до 200 тысяч аппаратов. В мае 2013 года компания провела первичное размещение акций (IPO) на бирже NASDAQ, в ходе которого Qiwi была оценена в 884 млн $. Крупнейшем продавцом акций выступила компания Antana International Corp., принадлежавшая Андрею и Николаю Романенко. Они реализовали акций на 54,4 млн $, оставив за собой 6,5 % уставного капитала компании (8,6 % голосов). После IPO Андрей Романенко отошёл от оперативного руководства компанией. В октябре 2013 года и в мае 2014 были проведены вторичные размещения (SPO), в ходе которых доля Романенко в Qiwi снизилась до 1,12 % (0,85 % голосов). К июню 2017 года Романенко продал принадлежащие ему акции Qiwi и покинул совет директоров компании.

### Эвотор
В 2016 году Андрей Романенко основал компанию по производству онлайн-касс и автоматизации торговли «Эвотор», вдохновившись успехом Square, Poynt, Clover и iZettle. Соакционерами компании стали владелец ГК АТОЛ Алексей Макаров и Сбербанк. В новой компании Романенко и партнёрам принадлежало 30 %, он же её возглавил в должности генерального директора. Романенко с партнёрами придумали новую категорию устройств на кассовом рынке — смарт-терминалы с планшетом и доступом к магазину приложений. В декабре 2020 года в ходе сделки по продаже доли АТОЛа Сбербанку компания была оценена в 7,2 млрд рублей. Доля Романенко и партнёров осталась на уровне 31 %.

## Инвестиционная деятельность
С 2011 года Андрей Романенко занимается венчурными инвестициями. В 2011 году он вложился в фонд AddVenture III, среди заметных инвестиций которого Delivery Club. В том же 2011 году вместе с сооснователями Qiwi был создан фонд iTech Capital: Романенко был акционером самого фонда (limited partner) и акционером управляющей компании (general partner). Фонд за 6 лет успел поучаствовать в 11 крупных сделках, в том числе вложился в сервисы Ticketland и Aviasales. В середине 2017 года Андрей Романенко вышел из iTech Capital, продав долю и акции фонда.
В апреле 2014 года Романенко учредил фонд посевных инвестиций Run Capital, пайщиками которого стали совладельцы Qiwi. Среди наиболее заметных сделок — инвестиции в Group-IB.

## Признание
Удостоен первого места в рейтинге «Самых успешных мужчин России моложе 33 лет» журнала Финанс (2010); обладатель главной национальной премии «Предприниматель года» компании Ernst & Young, а также награды в номинации «Финансовый сервис» (2012); участник рейтинга «Миллион до 33 лет: 9 молодых предпринимателей, создавших серьёзный бизнес» журнала Forbes (2013); лауреат премии World Finance Awards «Предприниматели года 2015» Восточной Европы в категории «Финансовые сервисы» (2015).

## Личная жизнь
Женат, трое детей. Увлекается автогонками, горными лыжами, экстремальными видами спорта.